# Hohe Salve
Die Hohe Salve ist ein Aussichtsberg zwischen Kufstein, Wörgl und Kitzbühel in Tirol. Sie zählt zu den Kitzbüheler Alpen und wird auch mit dem Spitznamen der Rigi Tirols belegt. Der Gipfel liegt auf einer Höhe von 1828 m ü. A. und bietet bei schönem Wetter eine gute Aussicht auf die Hohen Tauern und die Zillertaler Alpen, sowie auf den Wilden Kaiser, der direkt nördlich der Hohen Salve liegt. Vom Gipfel aus sind der Großglockner und der Großvenediger zu sehen.

## Charakteristik

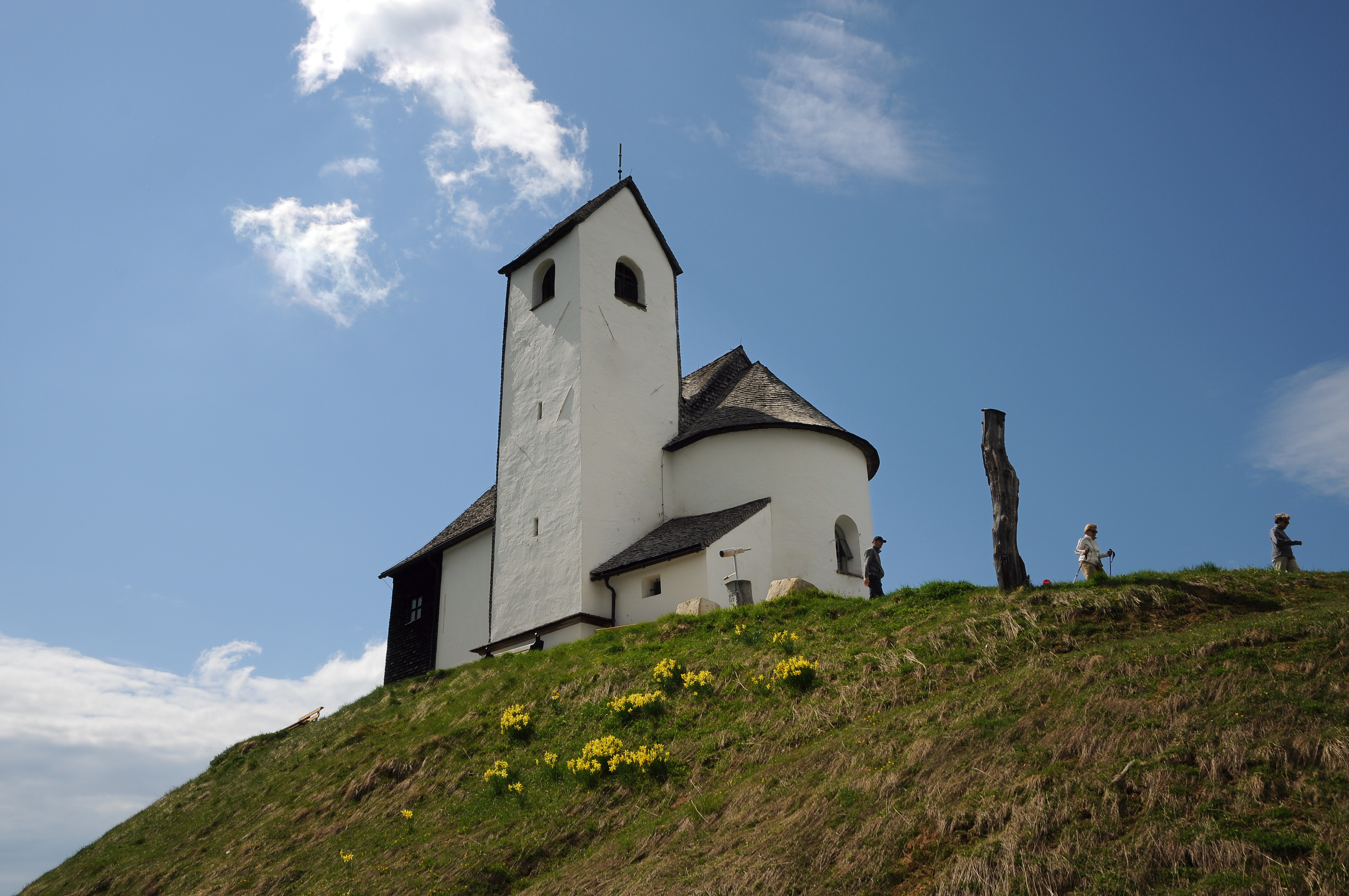
Die Westansicht der Wallfahrtskirche

Der Berg hat eine sehr markante Kegelform. Auf dem Gipfel stehen eine alte Wallfahrtskapelle (Salvenkirchl), eine Gaststätte und ein Sendemast. Außerdem ist der Gipfel durch die jeweils zwei Gondelbahnen aus Söll (Gondelbahn Hochsöll und Gondelbahn Hohe Salve) und aus Hopfgarten (Salvenbahn I und II) erschlossen.
Das Gipfelrestaurant und die Kirche gehören zur Gemeinde Westendorf, der Sendemast zu Hopfgarten.
Im Winter ist die Hohe Salve Teil des Skigebiets „Skiwelt Wilder-Kaiser/Brixental“, es gibt mehrere Gipfelabfahrten zu den umliegenden Orten Söll, Itter, Hopfgarten und nach Brixen im Thale.
Durch seine Form und Lage ist die Hohe Salve auch ein beliebter Startplatz für Gleitschirmflieger.
Die Bezeichnung ist vermutlich alpenromanisch.

## Sendeanlage Hohe Salve
Auf dem Gebiet der Gemeinde Hopfgarten befindet sich der Sender Hohe Salve, der von der ORS betrieben wird. Er versorgt den Nordosten Tirols, Teile des Landkreises Miesbach und des Landkreises Rosenheim in Bayern sowie einen kleinen Teil des westlichen Landes Salzburg.

## Bilder

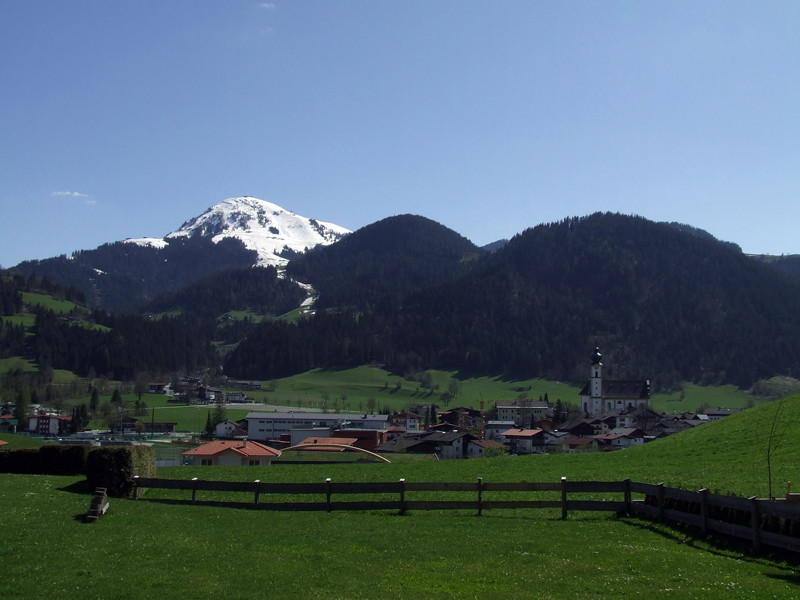
Hohe Salve (schneebedeckt) von Söll aus gesehen (Nordseite)
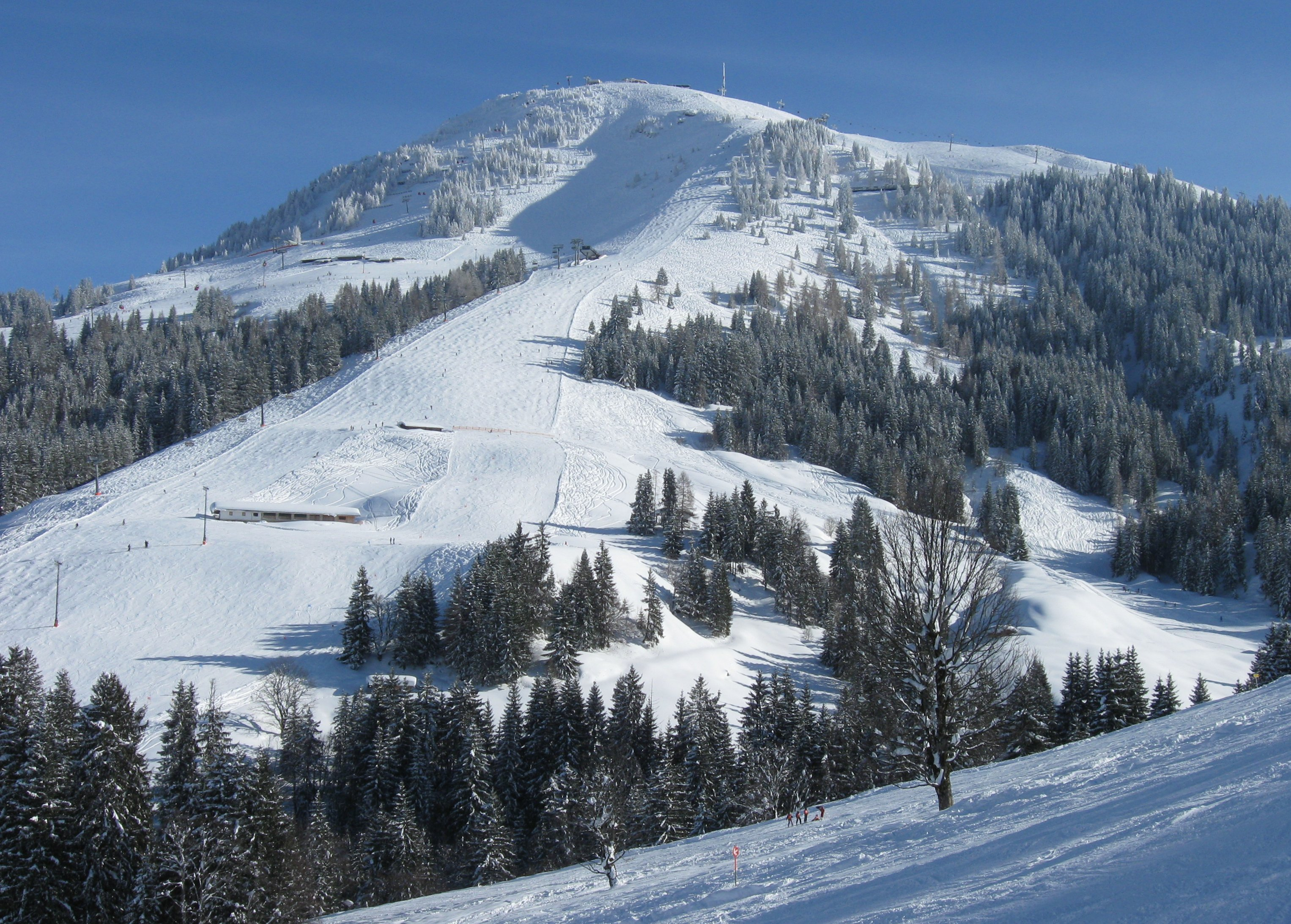
Der Nordhang des Berges im Winter
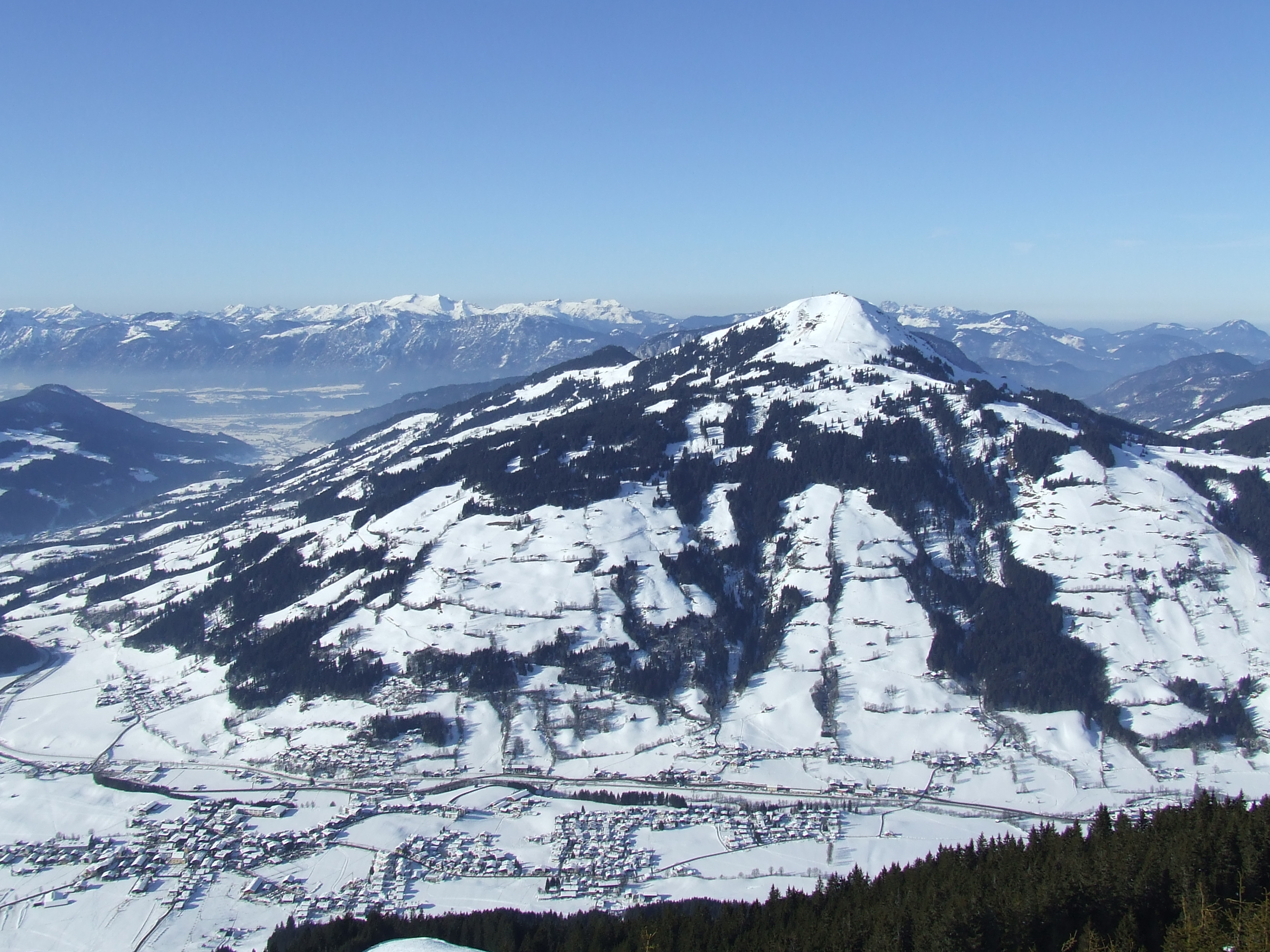
Südansicht des Berges
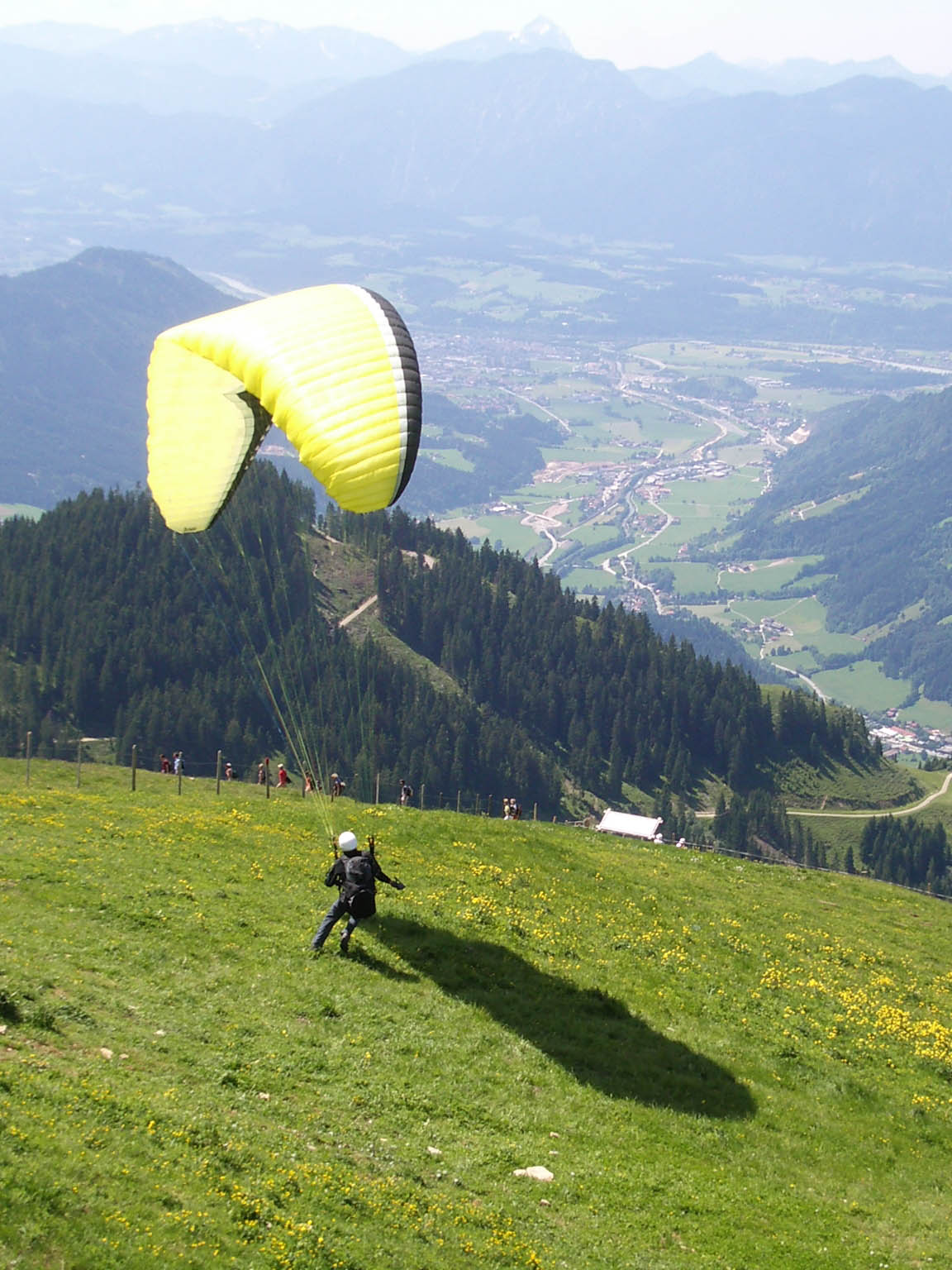
Start eines Gleitschirmfliegers von der Hohen Salve
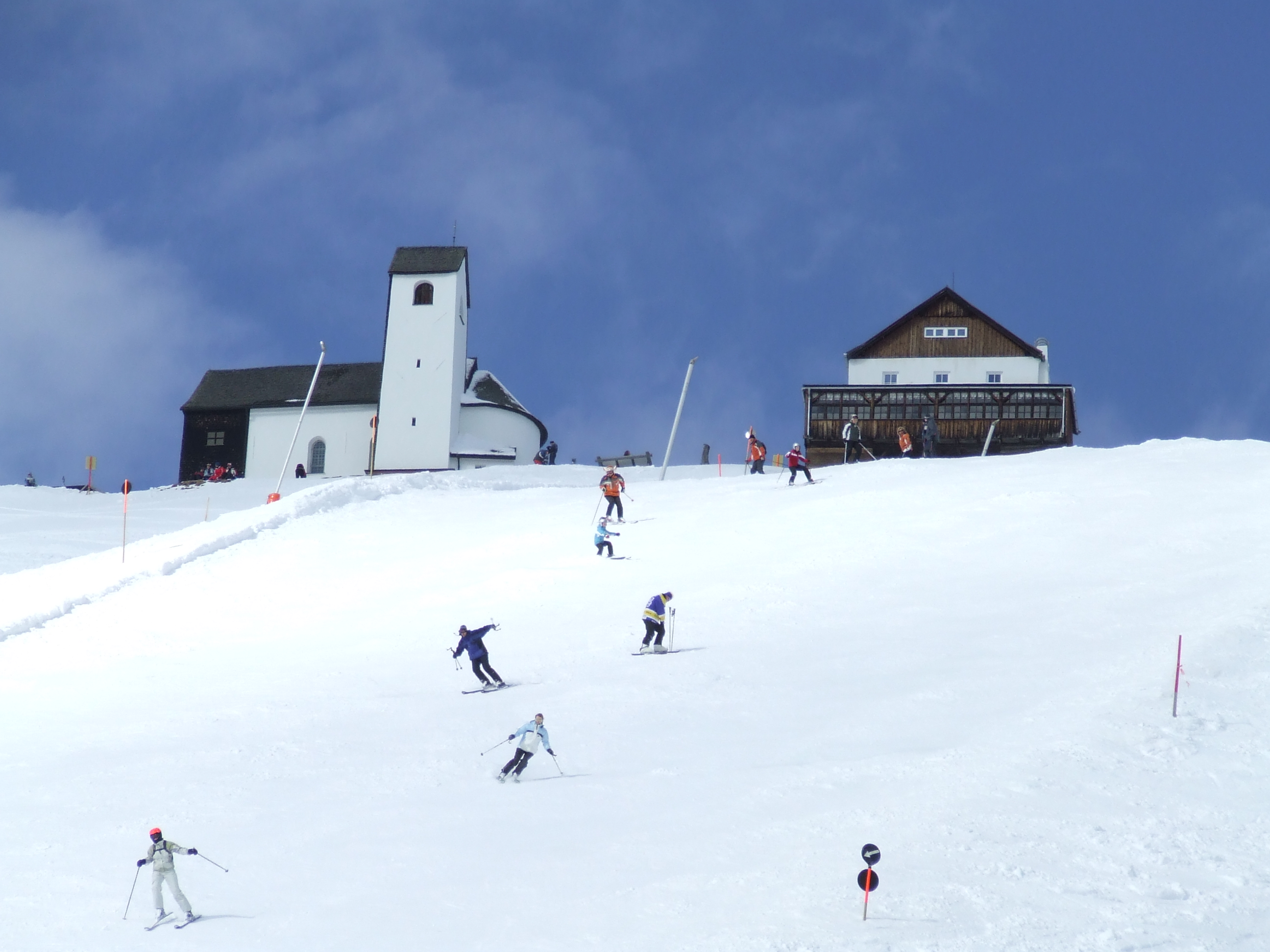
Die Skiabfahrt am Südhang
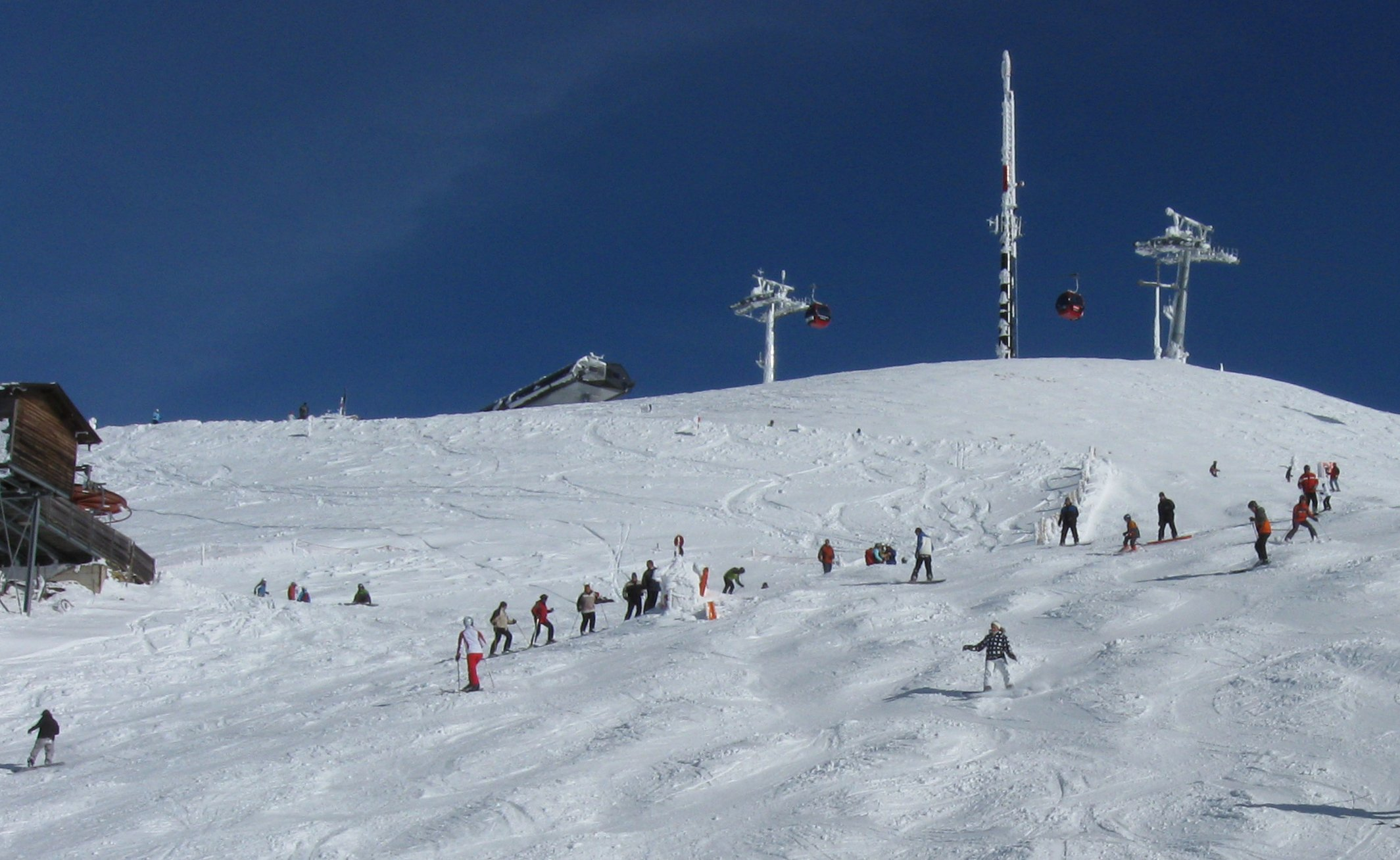
Der Sendemast auf dem Berggipfel
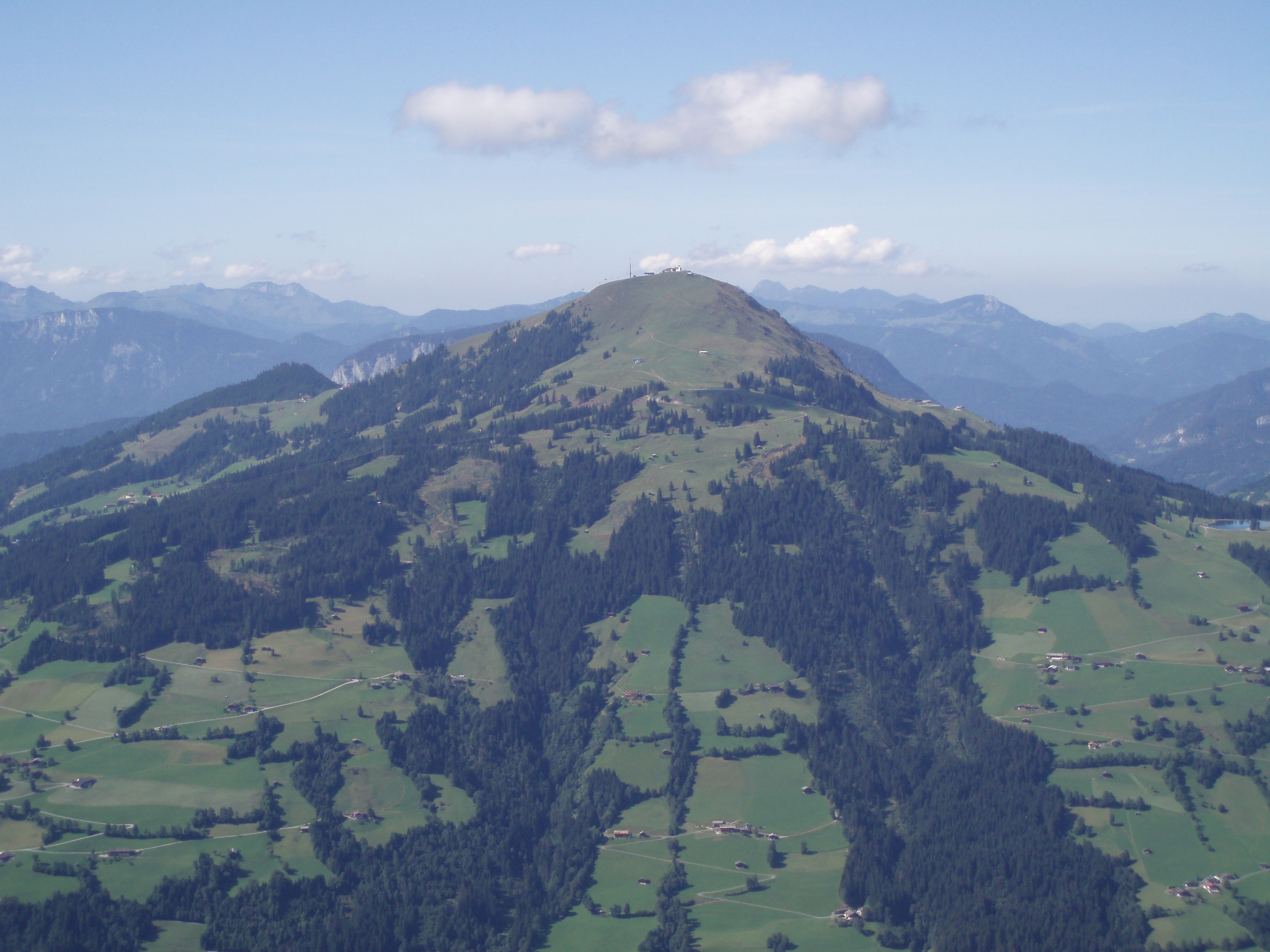
Die Südseite der Hohen Salve
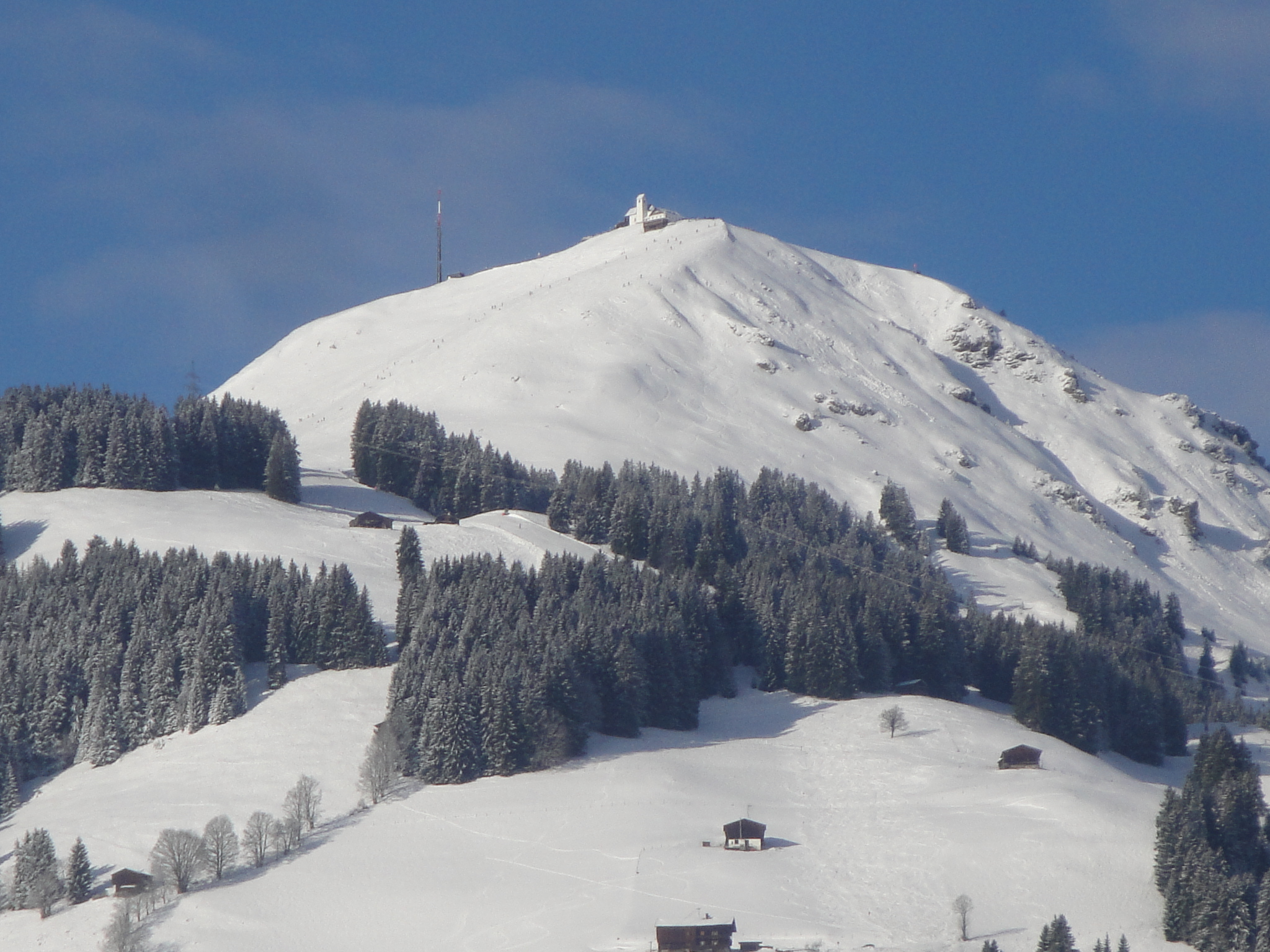
Hohe Salve von Brixen aus gesehen
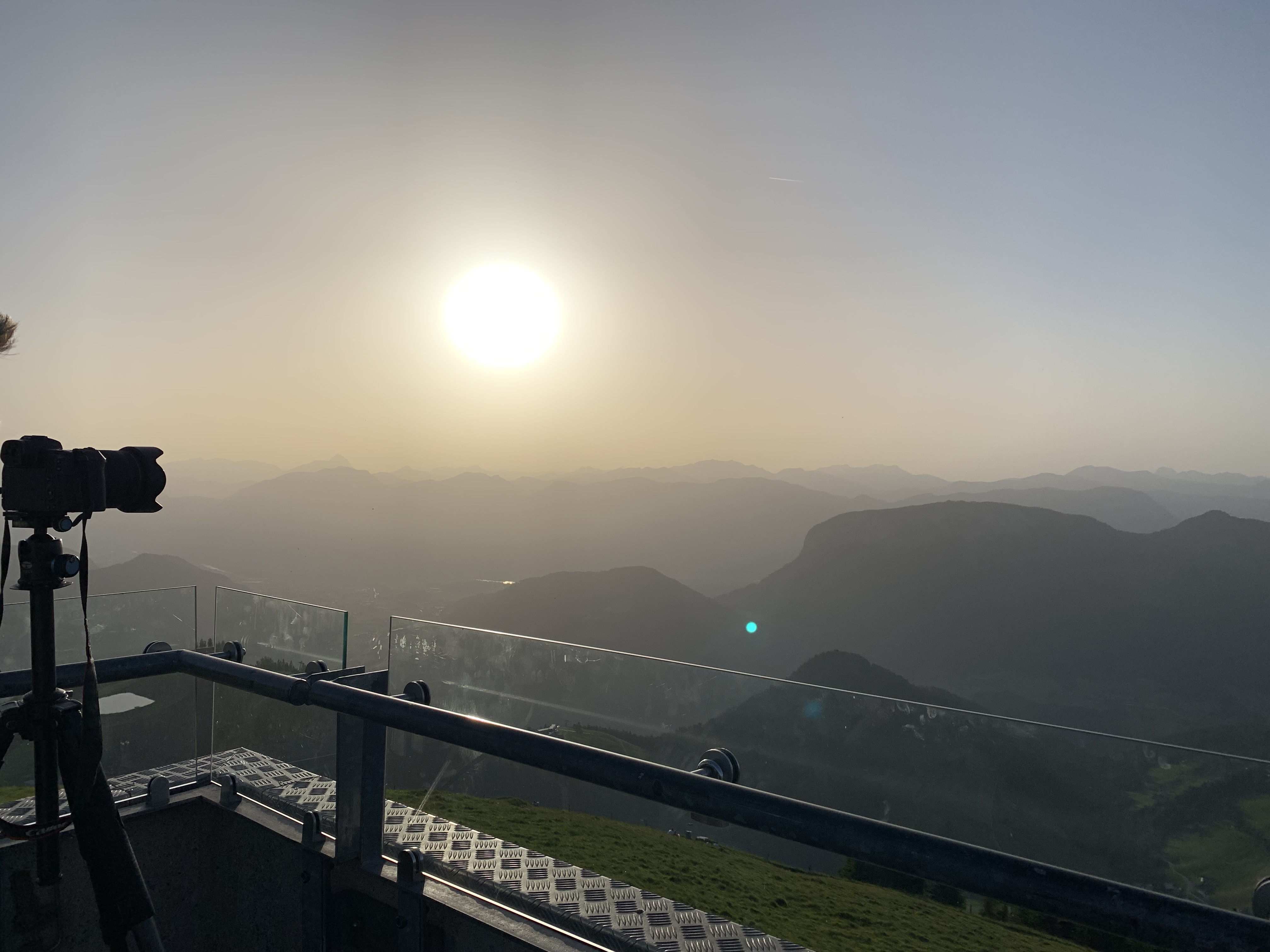
Sonnenuntergang Hohe Salve am 18. Juni 2022 gegen 19:30 Uhr